# بخور بنوش مرد زن
بخور بنوش مرد زن (به چینی: 飲食男女) (به انگلیسی: Eat Drink Man Woman) فیلمی در سبک کمدی-درام به کاگردانی انگ لی و نویسندگی لی، جیمز شیمس و هوی-لینگ وانگ محصول سال ۱۹۹۴ است. در این فیلم سیهونگ لونگ، وانگ یو-ون، وو چیئن-لیئن و یانگ کوئی-می‌بازی کرده‌اند. نمایش نخست فیلم در تایوان در تاریخ ۲ ژوئیه ۱۹۹۴ بود و هم از دید منتقدان و هم در باکس آفیس به موفقیت دست یافت.